# Leucopis kerhneri
Leucopis kerhneri är en tvåvingeart som beskrevs av Tanasijtshuk 1970. Leucopis kerhneri ingår i släktet Leucopis och familjen markflugor. Inga underarter finns listade i Catalogue of Life.